# Suslic de cua pàl·lida
El Suslic de cua pàl·lida (Spermophilus pallidicauda) és una espècie de rosegador esciüromorf de la família dels esciúrids. Es troba a Mongòlia i a la regió autònoma adjacent de Mongòlia Interior.
Una revisió genèrica de gènere es dugué a terme el 2007, que ajudà a resoldre la incertesa pel que fa a si aquesta espècie ha de ser considerada una subespècie de Spermophilus erythrogenys. Una filogènia basada en dades de seqüències moleculars va determinar que el Spermophilus pallidicauda era de fet una espècie separada de Spermophilus erythrogenys, i de les altres espècies similars del gènere, com Spermophilus brevicauda i Spermophilus alashanicus.